# Toyohito Mochizuki
Toyohito Mochizuki, född 18 september 1953 i Shizuoka prefektur, Japan, är en japansk tidigare fotbollsspelare.